# Quelchia
Quelchia, rod  glavočika iz potporodice Stifftioideae,. Pripada mu 4 vrste i jedan hibrid sa venezuelskih tepuia.  Tipična je Quelchia conferta iz Venezuele i Gvajane.
Rod je opisan 1901. 

## Vrste
1. Quelchia bracteata Maguire, Steyerm. & Wurdack
2. Quelchia cardonae Steyerm.
3. Quelchia conferta N.E.Br.
4. Quelchia eriocaulis Maguire, Steyerm. & Wurdack
5. Quelchia ×grandifolia Maguire, Steyerm. & Wurdack